# Thronfolge (Habsburgermonarchie)
Die Thronfolge in Österreich-Ungarn basierte auf der 1713 erlassenen Pragmatischen Sanktion, die von der Unteilbarkeit der Länder der Habsburgermonarchie ausging. Sie galt vorerst im Heiligen Römischen Reich, hierauf im 1804 gegründeten Kaisertum Österreich und zuletzt bis 1918 in der 1867 daraus gestalteten österreichisch-ungarischen Monarchie. Die Hausgesetze des Hauses Habsburg bzw. Habsburg-Lothringen regelten die Erbfolge; seit der Pragmatischen Sanktion bestand, neu für die Dynastie und die meisten der von ihr regierten Länder, subsidiäre weibliche Thronfolge.

## Haus Österreich
Erbberechtigt waren männliche Mitglieder des Hauses Österreich (Habsburg-Lothringen, Österreich-Este, Österreich-Toskana) aus standesgemäßer Ehe; sie trugen den Titel Erzherzog (Nachkommen aus nicht standesgemäßer, damals als morganatisch bezeichneter Ehe erhielten den Titel Graf von Habsburg). Waren männliche Erben nicht vorhanden, so trat subsidiär weibliche Erbfolge ein.

## Weibliche Thronfolge

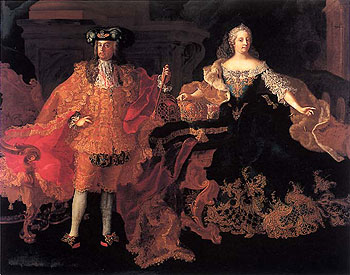
Doppelporträt Kaiser Franz I. Stephan von Lothringen und seine Gemahlin Maria Theresia (Gemälde von Peter Kobler von Ehrensorg, 1746)

Die Pragmatische Sanktion, ein Staatsgrundgesetz, das die weibliche Thronfolge regelte und in den habsburgischen Ländern des Heiligen Römischen Reiches ebenso gelten sollte wie in Ungarn, entstand auf Veranlassung des römisch-deutschen Habsburger-Kaisers Karl VI. Seine Tochter Maria Theresia wurde infolgedessen Thronfolgerin in allen Erblanden der Habsburger, von denen die meisten bis dahin keine weibliche Thronfolge kannten. Denn Karl VI. besaß nach dem Tod eines Thronfolgers 1740 keine männlichen Nachkommen.
Die allgemeine Anerkennung dieser Regel versuchte der Kaiser durch entsprechende Zustimmungserklärungen der benachbarten Dynasten zu erreichen. Dennoch kam es 1740, nach dem Tod Karls VI., zu Erbansprüchen anderer Fürsten und zum Österreichischen Erbfolgekrieg. Schließlich konnte Maria Theresia ihre Ansprüche auf die Königswürde in Böhmen und Ungarn durchsetzen.
Diese Ansprüche ließen sich jedoch nicht auf den Kaisertitel des Heiligen Römischen Reiches ausdehnen, da das Reich eine Wahlmonarchie war und der Kaiser von den Kurfürsten gewählt wurde. Nach dem Tod Kaiser Karls VI. wählten diese den Kurfürsten von Bayern, der ab 1742 als Karl VII. römisch-deutscher Kaiser war. Nach seinem Tod 1745 wurde Franz Stephan von Lothringen, der Ehemann Maria Theresias, als Franz I. zum Kaiser gewählt. Maria Theresia wurde, wie alle Kaisergemahlinnen vor ihr, als Kaiserin tituliert, war jedoch formell nicht selbst regierende Kaiserin.

## Kaisertum Österreich
Am 11. August 1804 wurde vom letzten römisch-deutschen Kaiser, Franz II., das Kaisertum Österreich als Erbmonarchie gegründet; der Kaiser nannte sich hier Franz I. Die Pragmatische Sanktion und das Hausgesetz der Habsburger hatten weiterhin volle Gültigkeit. Nach dem Reichsdeputationshauptschluss (1803) wurde infolge der Gründung des Rheinbundes 1806 das Heilige Römische Reich aufgelöst.
Erzherzöge und Erzherzoginnen, funktionell Prinzen bzw. Prinzessinnen des kaiserlichen Hauses, wurden nun als „kaiserliche Hoheit“ angesprochen. Nach der Umgestaltung des Kaisertums Österreich in die österreichisch-ungarische Doppelmonarchie im Jahr 1867 wurden sie als „kaiserliche und königliche Hoheit“ tituliert, um ihre Bedeutung für Ungarn mitzubetonen.
Kaiser Ferdinand I. (1793–1875) war der älteste Sohn des Kaisers Franz I. Ferdinand war ein schwächliches Kind, das erst spät laufen und sprechen gelernt hatte und unter epileptischen Anfällen litt. Dennoch wurde die Thronfolge eingehalten und der Kronprinz wurde nach dem Tod seines Vaters im Jahr 1835 Kaiser. Für die tatsächliche Führung der Regierungsgeschäfte wurde aber eine Kabinettsregierung, die so genannte Staatskonferenz, eingerichtet, die aus dem Bruder und dem Onkel des Kaisers sowie dem Staatskanzler Fürst Metternich und einem weiteren Minister bestand.
Dadurch war Franz Karl von Österreich (1802–1878), der jüngere Bruder des Kaisers, immer in die Staatsgeschäfte eingeweiht gewesen. Als Ferdinand I. nach der Märzrevolution 1848 und dem Wiener Oktoberaufstand 1848 sein Amt niederlegte und seine Ehe kinderlos geblieben war, wurde dennoch nicht Franz Karl sein Nachfolger. Dessen Gattin, Sophie Friederike von Bayern, überredete ihren Mann, zugunsten ihres ältesten Sohnes, Franz Joseph, auf den Thron zu verzichten. So wurde dieser bereits im Alter von 18 Jahren österreichischer Kaiser.
In der Oktroyierten Märzverfassung des Jahres 1849 legte Franz Joseph in § 9 fest: Die Krone des Reiches und jedes einzelnen Kronlandes ist, in Gemäßheit der pragmatischen Sanktion und der österreichischen Hausordnung, erblich in dem Hause Habsburg-Lothringen. In § 10 erneuerte er die Bestimmungen der Hausgesetze über die Großjährigkeit des Thronfolgers, dann über die Einsetzung einer Vormundschaft oder Regentschaft. Die Volljährigkeit des Thronerben war damit wie in dem von Ferdinand I. zusammengefassten Familienstatut 1839 weiterhin mit 16 Jahren festgelegt. Die übrigen Prinzen und Prinzessinnen des Hauses Habsburg-Lothringen erreichten ihre Volljährigkeit erst mit 20 Jahren.

## Österreich-Ungarn
Franz Joseph I. regierte bis 1916. Er errichtete 1867 die österreichisch-ungarische Monarchie (Ausgleich mit Ungarn), die bis 31. Oktober 1918 (Austritt Ungarns aus der Realunion mit Österreich) bestand. Franz Josephs Sohn, Kronprinz Rudolf, beging 1889 Selbstmord; weitere Kaisersöhne gab es nicht.
Daher ging die Thronfolge auf den ältesten Bruder des Kaisers und dessen Nachkommen über. Franz Joseph I. hatte drei Brüder:
- Kaiser Maximilian von Mexiko (1832–1867). Er musste, als er den Kaisertitel Mexikos annahm, auf alle Thron- und Erbansprüche in Österreich verzichten. Er hatte keine ehelichen Nachkommen, soll aber einen unehelichen Sohn gehabt haben.
- Karl Ludwig von Österreich (1833–1896). Auf ihn ging die Thronfolge 1889 über. Nach seinem Tod 1896 kamen zwei seiner drei Söhne aus zweiter Ehe, mit Maria Annunziata von Neapel-Sizilien, Tochter von Ferdinand II., König von Neapel und Sizilien, für die Thronfolge in Frage:
  - Franz Ferdinand (1863–1914) ⚭ 1900 Gräfin Sophie Josephine Albina, Tochter Graf Bohuslaw Chotek-Chotkova und Wognin und dessen Gattin Gräfin Wilhelmine Kinsky von Wchinitz und Tettau. Als Franz Ferdinand 1895 an Tuberkulose erkrankte, wurde er inoffiziell bereits abgeschrieben[3], erlangte aber seine Gesundheit wieder und blieb bis zu seiner Ermordung 1914 „Erzherzog-Thronfolger“; seine nicht standesgemäßen Söhne waren von der Thronfolge ausgeschlossen.
  - Otto Franz Joseph (1865–1906) ⚭ 1886 Prinzessin Maria Josepha, Tochter König Georg I. von Sachsen und dessen Gattin Infantin Maria Anna von Portugal; Otto wurde während Franz Ferdinands Krankheit bereits als kommender Thronfolger gehandelt[4], starb aber nach diversen Eskapaden, die ihn für diese Stellung nicht empfahlen, bereits mit 41 Jahren. Sein Sohn Karl wurde 1914 Thronfolger und 1916 Österreich-Ungarns letzter Kaiser und König.
  - Ferdinand Karl Ludwig (1868–1915), (Ferdinand Burg) ⚭ 1909 Berta Czuber, Tochter des Universitätsprofessors Emanuel Czuber; trat aus dem Erzhaus aus und blieb daher außer Betracht.
- Ludwig Viktor von Österreich (1842–1919) starb unverheiratet.

Im Jahr 1900 ließ Franz Joseph in Hinblick auf die unstandesgemäße Heirat von Erzherzog-Thronfolger Franz Ferdinand von Österreich-Este quasi eine „authentische Interpretation“ zur Ebenbürtigkeit der von den Mitgliedern des Erzhauses auszuwählenden Ehepartner und zu den Folgen nicht ebenbürtiger Heiraten an das Familienstatut anfügen. Dieser so genannte „Renunziationseid“ wurde von Franz Ferdinand in Gegenwart sämtlicher Erzherzöge, Bischöfe und Minister in der Wiener Hofburg unterzeichnet. Franz Ferdinand verpflichtete sich darin, die beeideten Bestimmungen auch als Kaiser niemals zu ändern.
Von 1916 an war der älteste Sohn Karls I./IV., Otto (1912–2011) der letzte Thronfolger aus dem Haus Habsburg-Lothringen, - in Österreich bis 1918, in Ungarn bis 1921.

## Das Ende der Monarchie
Mit der Gründung der Tschechoslowakischen Republik am 28. Oktober 1918, dem Beitritt Sloweniens zum neuen südslawischen Staat (SHS-Staat) am 30. Oktober 1918 und mit der Erklärung des Staates Deutschösterreich zur Republik am 12. November 1918 waren die Thronfolgeregelungen für Cisleithanien hinfällig. Der letzte Thronfolger Otto unterschrieb 1961 die für seine Einreise in die Republik Österreich notwendige Verzichtserklärung und bekannte sich darin „als getreuer Staatsbürger der Republik“.
Die ungarische Reichshälfte folgte am 6. November 1921 mit dem Dethronisationsgesetz, nachdem Karl IV. (IV. Károly) in diesem Jahr zwei Mal versucht hatte, auf den Thron zurückzukehren. Ungarn blieb aber Monarchie mit einem Reichsverweser an der Spitze.
In einem Schreiben an die alliierte Botschafterkonferenz in Paris am 9. November 1921 versicherte die ungarische Regierung, dass sie die Habsburger von der Thronfolge gesetzlich ausgeschlossen habe und ohne Rücksprache mit den Alliierten keine Wahl eines neuen Königs durchzuführen gedenke. Eine Königswahl fand bis zum formalen Ende der Monarchie in Ungarn, 1947, nicht statt.